# Hugo Alcântara
Hugo Alcântara, właśc. Hugo da Silva Alcântara (ur. 28 lipca 1979 w Cuiabie) – brazylijski piłkarz występujący na pozycji obrońcy oraz trener. 
W sezonie 2004/2005 Hugo Alcântara zdobył Puchar Portugalii, w którym to jego ówczesna drużyna Vitória Setúbal pokonała Benfikę 2:1.

## Sukcesy

### Vitória Setúbal
- Puchar Portugalii w piłce nożnej : 2004/05

### CFR Cluj
- Mistrzostwo Rumunii : 2009/2010
- Superpuchar Rumunii (1): 2010

## Statystyki ligowe
| Rozgrywki     | Poziom | Kraj       | Mecze | Bramki |
| ------------- | ------ | ---------- | ----- | ------ |
| Primeira Liga | I      | Portugalia | 138   | 5      |
| Liga I        | I      | Rumunia    | 47    | 6      |
| Ekstraklasa   | I      | Polska     | 9     | 2      |